# مقاطعة سويشر (تكساس)
مقاطعة سويشر (بالإنجليزية: Swisher  County)‏ هي إحدى المقاطعات في ولاية تكساس، الولايات المتحدة الأمريكية. اعتبارًا من تعداد عام 2020، بلغ عدد سكانها 6.971 نسمة. مركز مقاطعتها هو توليا.